# 田野畑ラジオ中継局

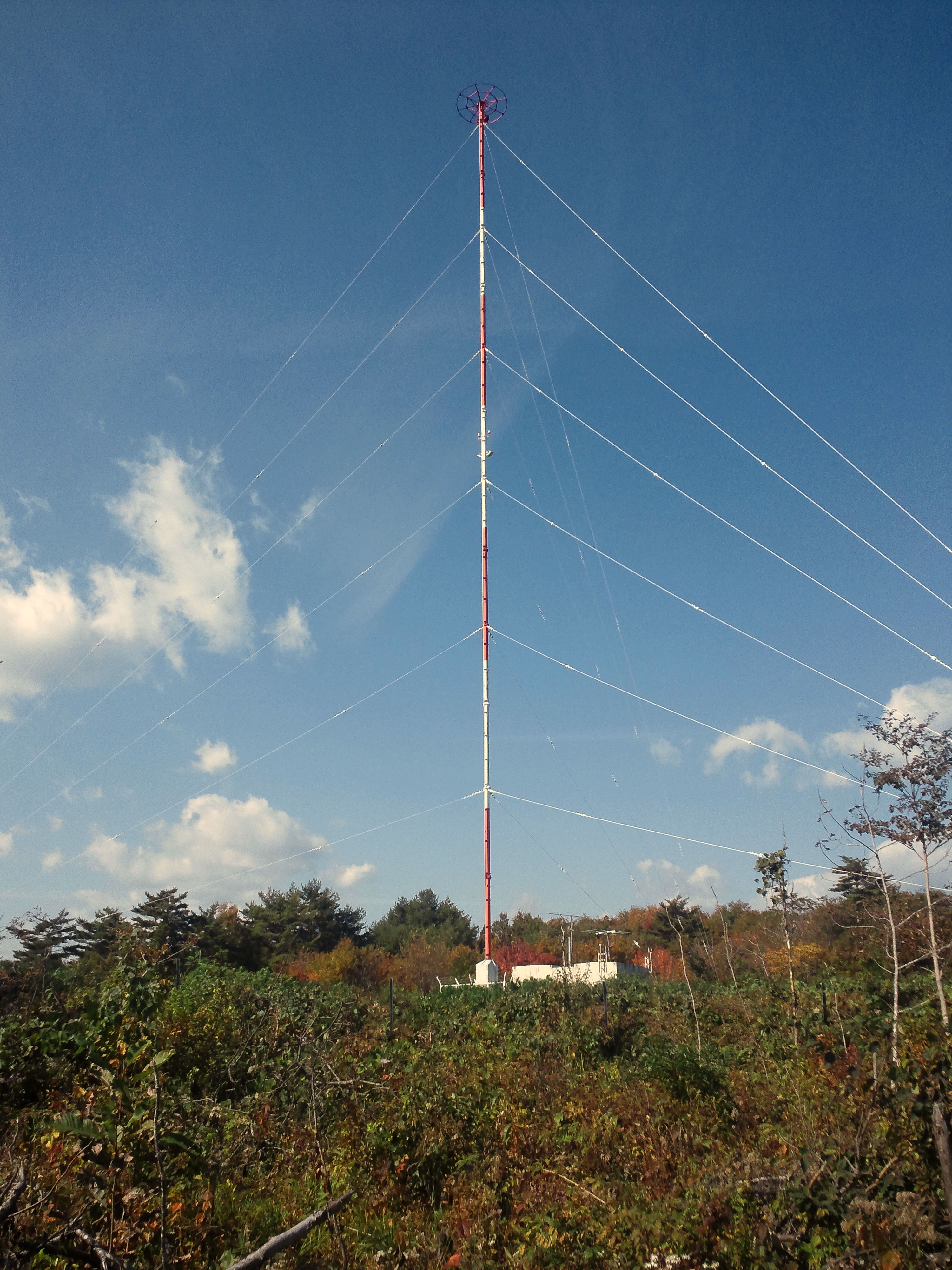
送信塔全景（2013年11月）

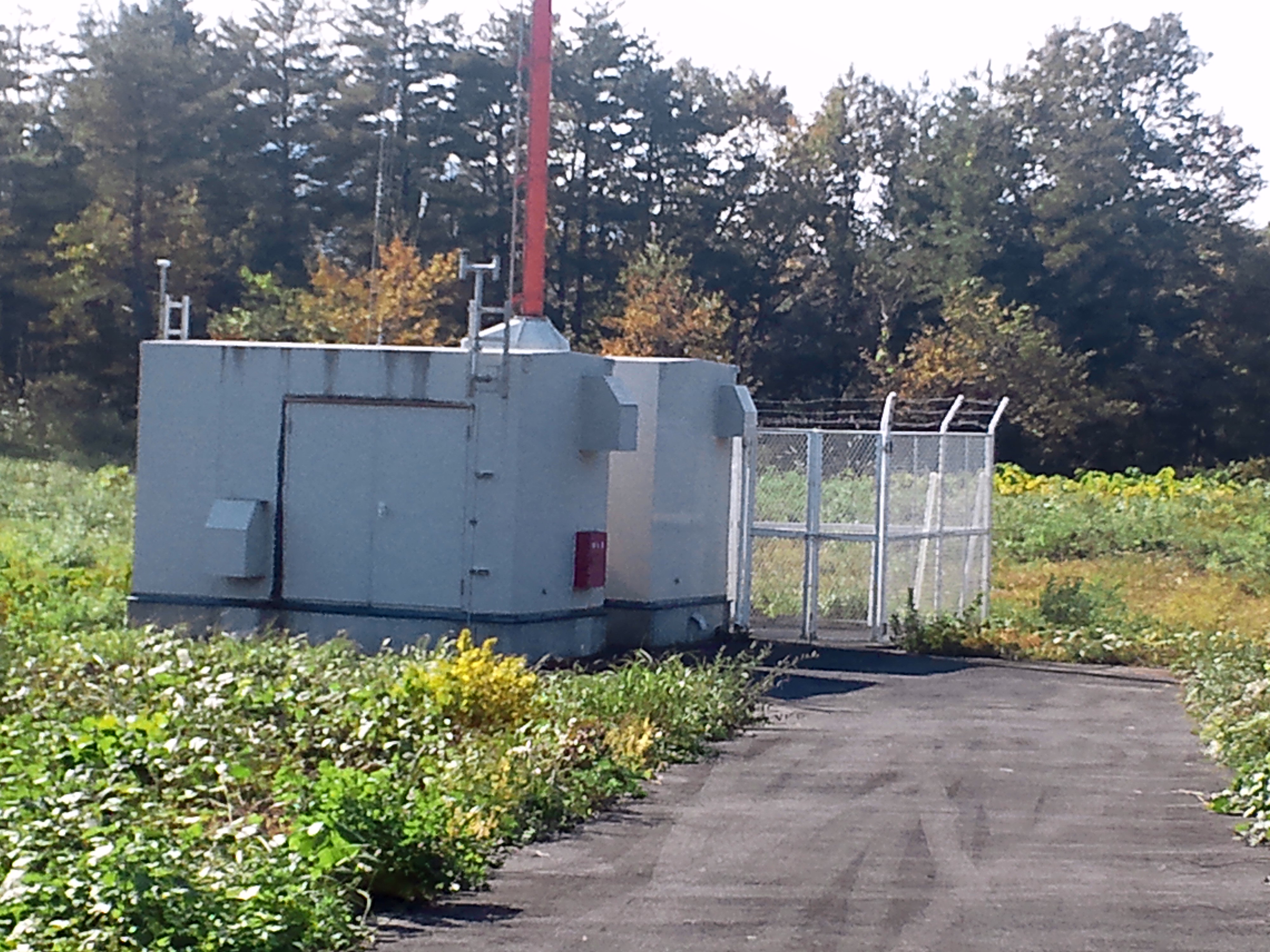
局舎（2013年11月）

田野畑ラジオ中継局（たのはたラジオちゅうけいきょく）は、岩手県下閉伊郡田野畑村にあるNHK盛岡放送局ラジオ第1放送とIBC岩手放送ラジオの中継局の総称。

## 概要
- 外国電波の混信によって夜間の受信状況が悪化したため、中波ラジオ放送受信障害解消施設整備事業として建設された。
- NHKラジオ第1放送とIBCラジオが中継局を置き、田野畑村内や周辺地域などへ電波を発射している。なお、NHKラジオ第2放送は、当地に中継局を置いておらず、岩泉中継局・宮古中継局・久慈中継局を受信している（夜間は出力500kwの札幌局747kHz・秋田局774kHz・東京局693kHz経由でも受信可能）。
- IBCラジオの送信出力はNHKより大きい。またIBC本社からの番組伝送は釜石テレビ・FM中継局からの専用マイクロ波受信により行われている。
- IBCラジオは、2024年2月1日から1年間、運用休止（停波）する。なお、IBC岩手放送は、『（2025年2月1日の）適用期間終了後、聴取状況により当該局（田野畑AMラジオ中継局）廃止も検討する。』としている[1]。

## 中継局概要
| 周波数  | 放送局名     | 空中線 電力 | 放送対象地域 | 放送区域 内世帯数 | 開局年月日     | 備考                        |
| ------- | ------------ | ----------- | ------------ | ----------------- | -------------- | --------------------------- |
| 1224kHz | NHK 盛岡第1  | 100W        | 岩手県       | 約-世帯           | 2001年 3月31日 |                             |
| 1062kHz | IBC 岩手放送 | 300W        | 岩手県       | 約-世帯           | 2001年 3月31日 | 2024年2月1日より 運用休止中 |

- 所在地…岩手県下閉伊郡田野畑村和野